# Galgenberg (Sömmerda)
Der Galgenberg ist ein 206,8 m hoher Berg im Landkreis Sömmerda in Thüringen, Deutschland.

## Geographische Lage
Der Galgenberg ist die höchste Erhebung eines kleinen Höhenrückens im Thüringer Becken zwischen den Ortschaften Tunzenhausen im Süden und Weißensee im Norden. Die Kreisstadt Sömmerda grenzt unmittelbar an seinen südöstlichen Rand. Die Landesstraße L 1054 von Sömmerda nach Weißensee führt östlich über den Berg.

## Natur
Geologisch gehört der in Ost-West-Richtung verlaufende Höhenrücken zum Thüringer Keuperbecken. Weitere Erhebungen sind im Osten der Wartenberg (ca. 175 m), im Südwesten der Oberberg (192,8 m) und im Westen der Kahle Berg (ca. 180 m). Nach Süden und Westen fällt der Berg mit einer steilen Stufe zum Unstruttal ab. Hier befindet sich auch das FFH-Gebiet Kahler Berg und Drachenschwanz bei Tunzenhausen mit seltenen Tier- und Pflanzenarten (Trockenrasen und Steppenrasen). Nach Norden flacht der Berg mit einer geringen Neigung zum Helbetal ab, wo er wie im Kammbereich landwirtschaftlich genutzt wird.
Auf dem Berg befinden sich die Reste der frühgeschichtliche Burganlage Weißenburg mit Wallanlagen. 